# Якобень (Сібіу)
Якобень, Якобені (рум. Iacobeni) — село у повіті Сібіу в Румунії. Адміністративний центр комуни Якобень.
Село розташоване на відстані 209 км на північний захід від Бухареста, 53 км на північний схід від Сібіу, 117 км на південний схід від Клуж-Напоки, 82 км на північний захід від Брашова.

## Населення
За даними перепису населення 2002 року у селі проживали 915 осіб.
Національний склад населення села:
| Національність | Кількість осіб | Відсоток |
| -------------- | -------------- | -------- |
| румуни         | 614            | 67,1%    |
| цигани         | 284            | 31,0%    |
| німці          | 12             | 1,3%     |

Рідною мовою назвали:
| Мова      | Кількість осіб | Відсоток |
| --------- | -------------- | -------- |
| румунська | 900            | 98,4%    |
| німецька  | 9              | 1,0%     |